# Stortorgsbrunnen

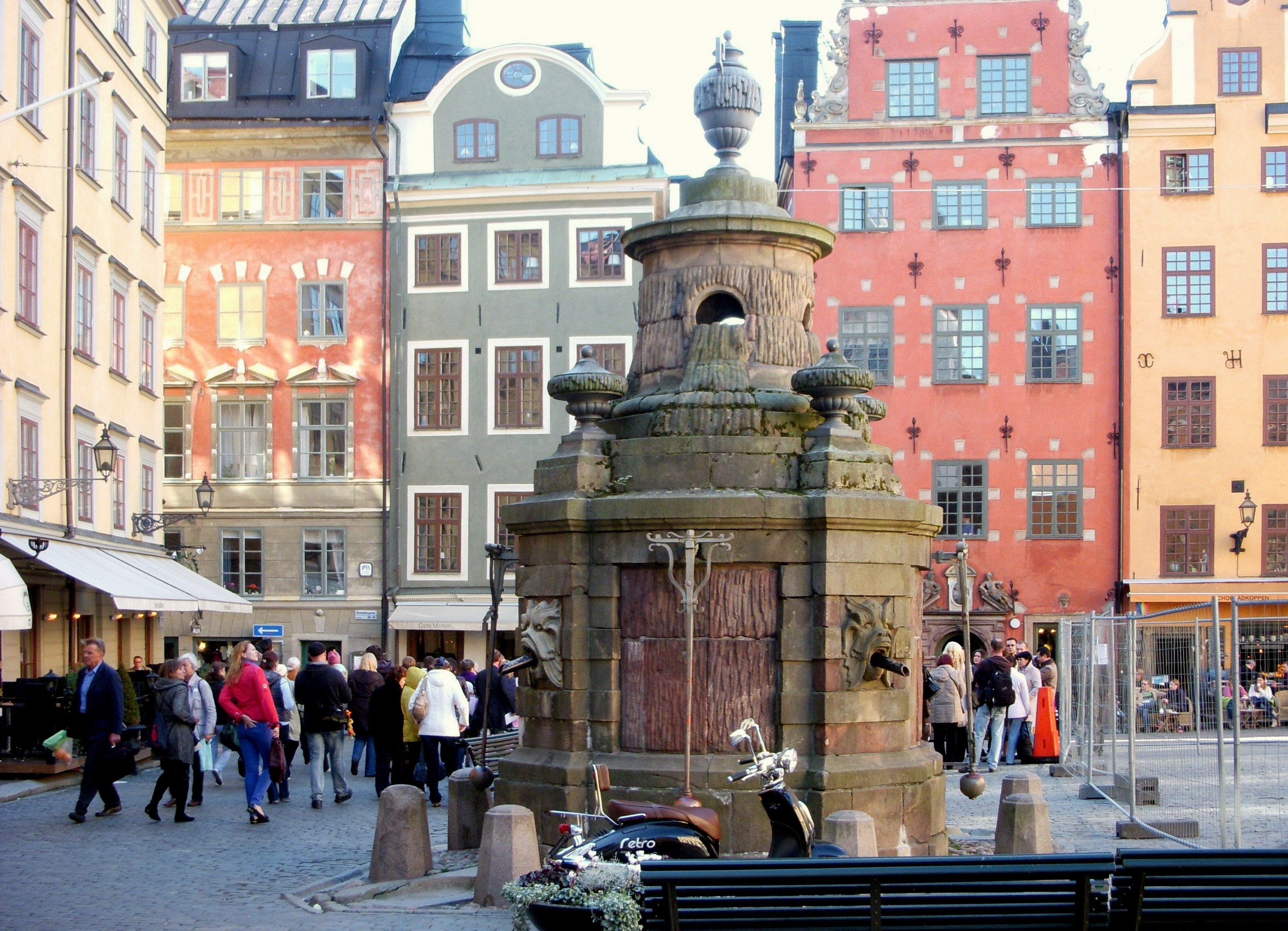
Stortorgsbrunnen i oktober 2011.

Stortorgsbrunnen är en vattenpump på Stortorget i Gamla stan, Stockholm. Under många år var den Stockholms nollpunkt, alltså den punkt varifrån alla avstånd för rikets vägar till och från huvudstaden mättes. Redan under medeltiden fanns en brunn på Stortorget. 1778 ritade Erik Palmstedt en ny brunn. Mellan 1857 och 1953 stod brunnen på Brunkebergstorg och fick då namnet Brunkebergspumpen.

## Historik
Pumpar var på 1700- och 1800-talen både livsnödvändiga och vackra. De var inte bara nödvändiga som dricksvattenförsörjning för Stockholms innevånare utan även viktiga för brandsläckning. De offentliga brunnarna och pumparna låg under Byggningscollegiet, där stadsarkitekten Johan Eberhard Carlberg vårdade pumparna med stor omsorg. Carlberg menade att brunnarna skulle vara vackra eller, som han uttryckte det, "vara till utvärtes anseende".  Han ritade själv några brunnar, men det blev vicestadsarkitekten Erik Palmstedt som slutligen fick uppdraget att gestalta många brunnshus i staden. I Gamla stan finns två av hans brunnar bevarade: den på Stortorget och den på Tyska brunnsplan.

## Stortorgsbrunnen

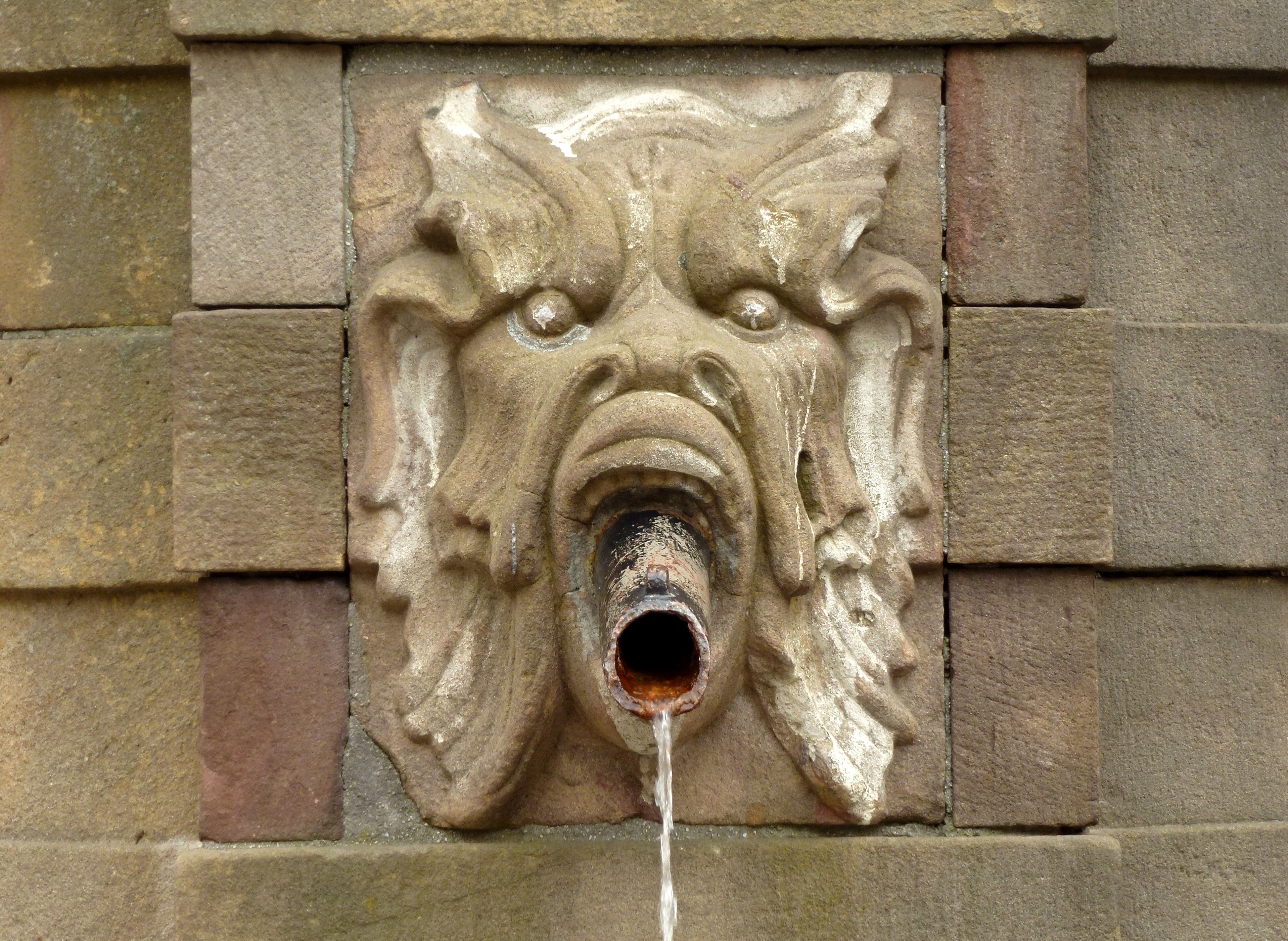
En av Stortorgsbrunnens lejonhuvuden.

Brunnshuset till Stortorgsbrunnen, som placerades mitt på Stortorget, skapades av Erik Palmstedt i samband med att nya Börshuset uppfördes 1778. Hur viktigt detta arbete var visar att Palmstedt lämnade flera mycket genomarbetade förslag till brunnshuset på Stortorget. En variant visade en hög, tornliknande överbyggnad med fyra tappställen och två pumpstockar. Ett annat förslag från 1778 visade tre alternativa lösningar med varierande höjd.
Den brunnen som kom till utförande hade fyra pumpstockar och fyra utkastare. Pumphandtagen var tillverkade i järnsmide och avslutades med järnklot som påminde om kanonkulor. Utkastarna gestaltade Palmstedt som vattensprutande lejonhuvuden, överbyggnaden smyckas av ett runt torn, där "vatten" (utförd i sandsten) flödar ur fyra hål. Alltsammans kröns av en urna.
Pumphuset kunde beträdas och en spiraltrappa ledde ner till en undervåning. Den grävdes ner "till ett med Mälarhorisonten svarande djup", vilket innebär cirka 14 meter. Från Stortorgsbrunnen gick även en vattenledning med ett uppfordringsverk till Börshuset. Till en början hade den "...det skönaste vatten någon stad i hela Europa kan uppvisa" men vid 1800-talets mitt sinade den och brunnsöverbyggnaden flyttades till Brunkebergstorg.

### Palmstedts ritningar

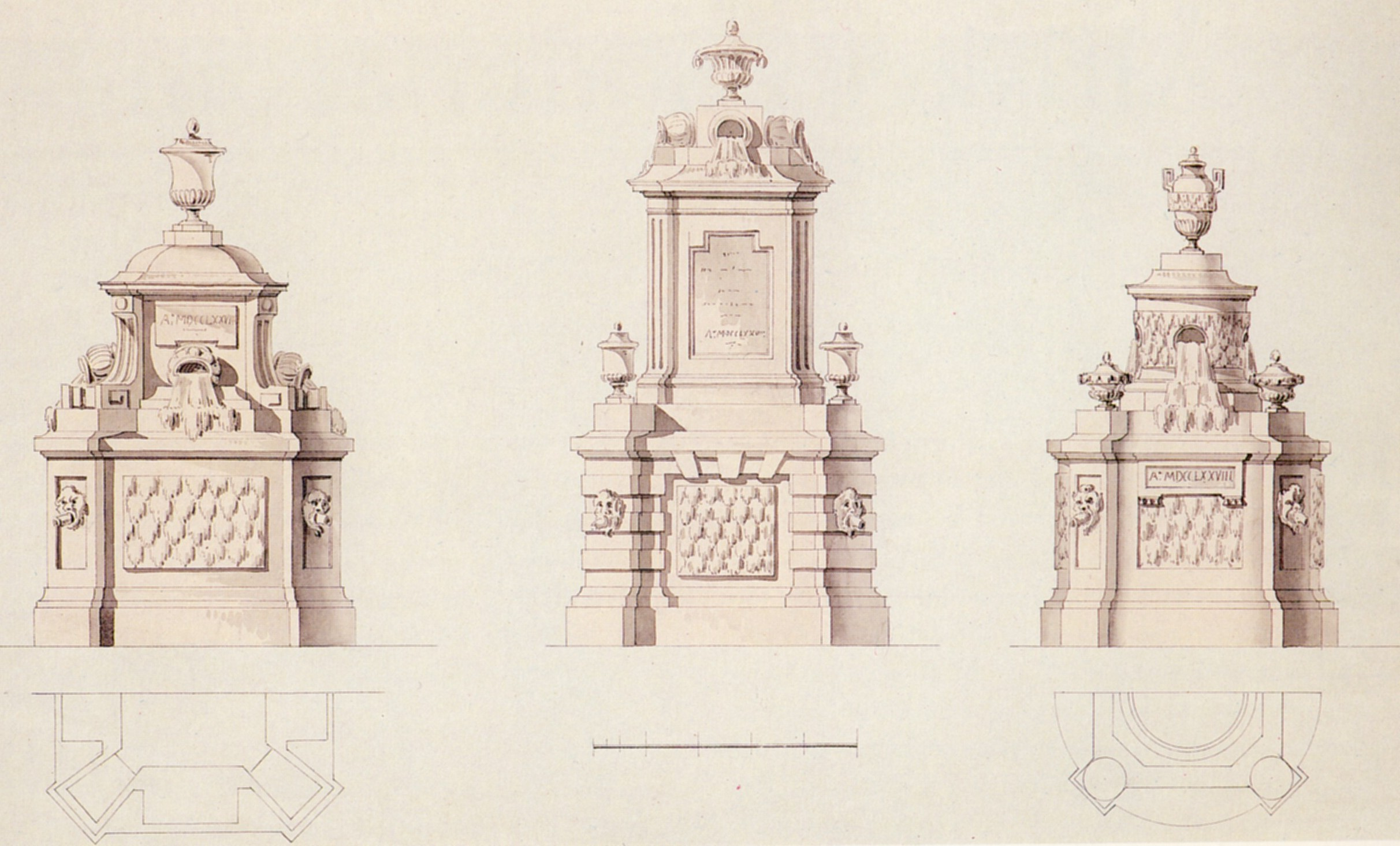
Tre alternativ från år 1778
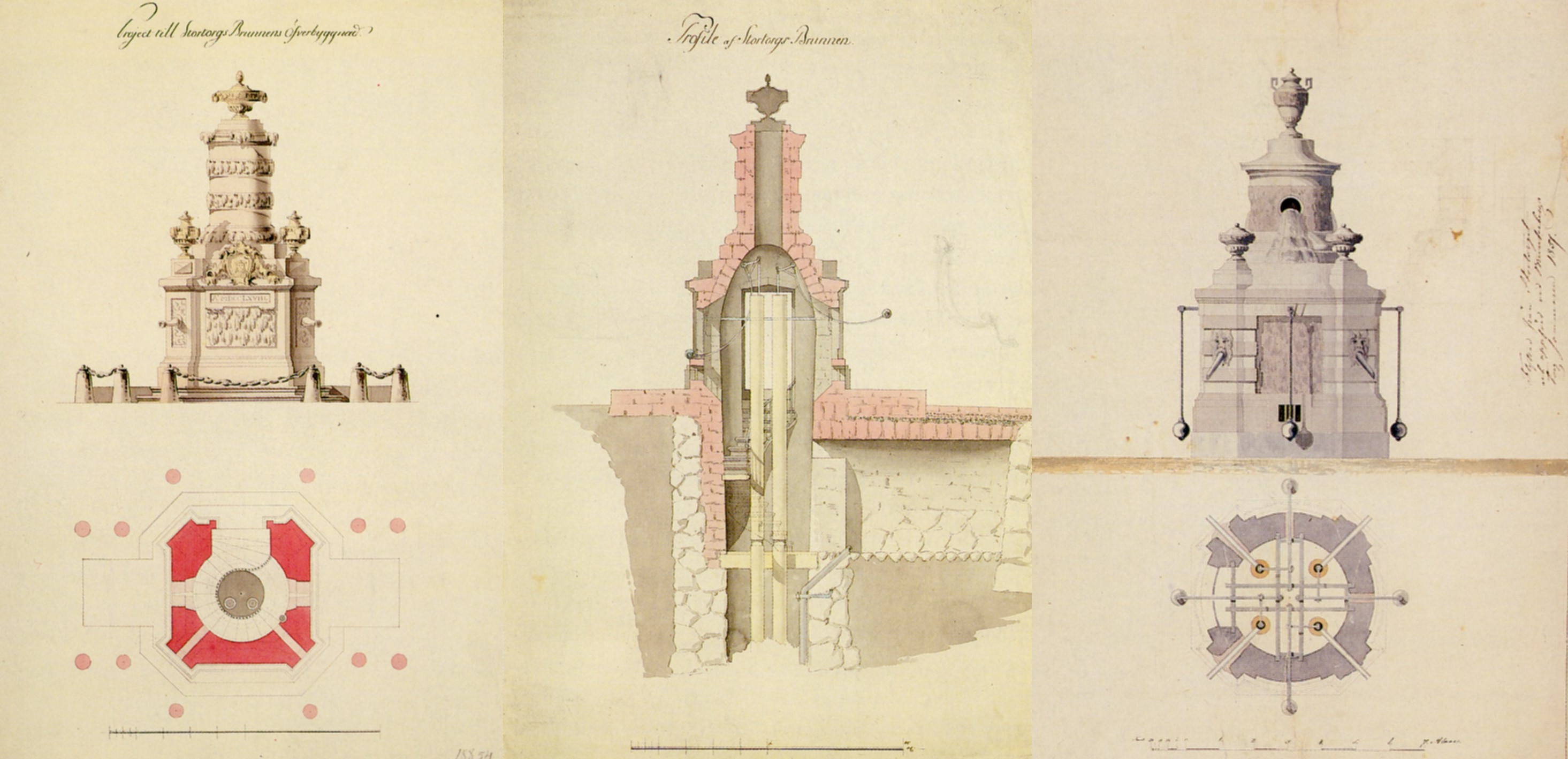
Två alternativ och en sektion från år 1778, varianten längst till höger kom till utförande

## Brunkebergspumpen
Stortorgsbrunnen sinade 1854, beroende på att grundvattennivån hade sänkts genom landhöjningen. På sommaren 1857 flyttades brunnen till Brunkebergstorg eftersom den störde trafiken på Stortorget. På Brunkebergstorget uppfyllde brunnen åter sin funktion och fick heta Brunkebergspumpen. På 1950-talet var pumpen sliten och delvis förstörd. 
År 1953, i samband med Stockholms 700-årsjubileum, flyttades Palmstedts pump tillbaka till Stortorget nyrenoverad och som ett estetiskt monument utan pumpfunktion. Till midsommar den  23 juni 1953 blev det festligheter och folkträngsel på Stortorget när den nygamla brunnen avtäcktes. Det vatten som rinner sedan dess från utkastarna är ledningsvatten. Till julmarknaden 2009 öppnades pumphusets dörr mot syd och överbyggnaden blev till ytterligare ett torgstånd med "tomten i brunnen" och Kafe Mäster Olof.

## Bilder

Från Stortorget till Brunkebergstorget och tillbaka igen
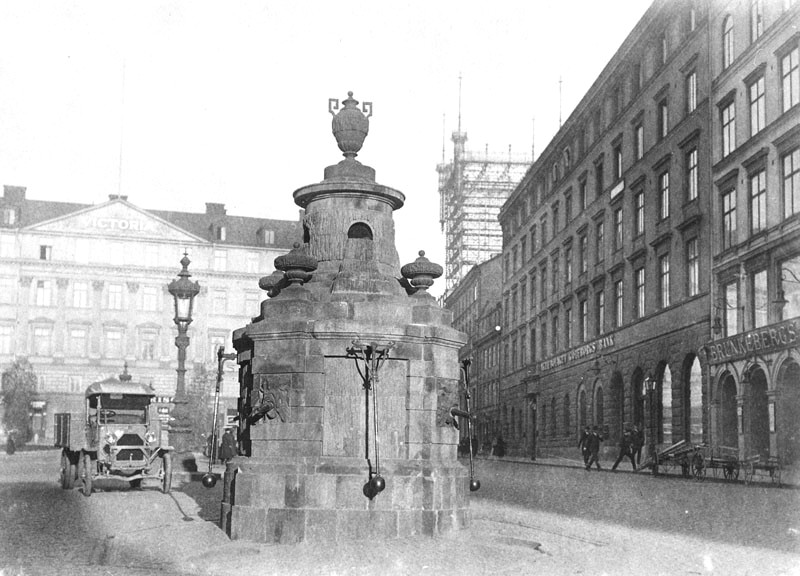
Brunkebergstorg ca 1910
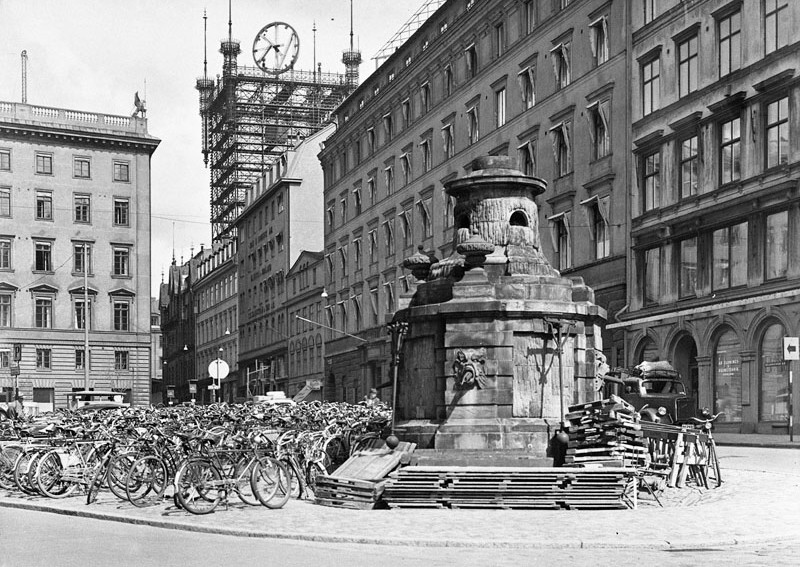
Brunkebergstorg ca 1950, med Telefontornet i bakgrunden
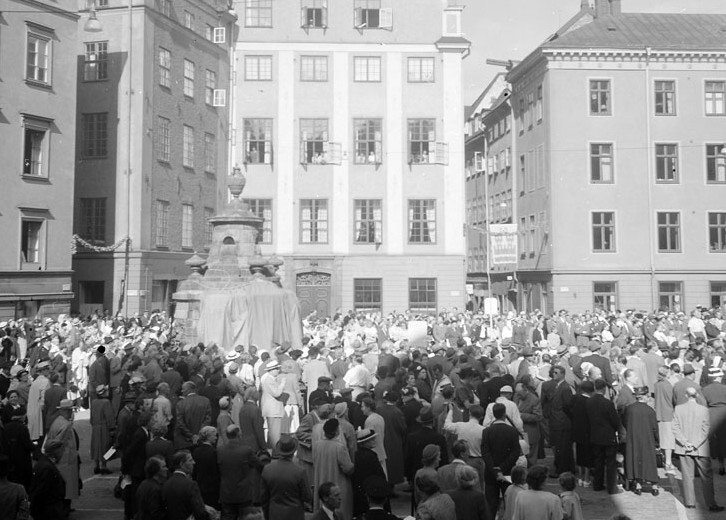
Stortorget, midsommar 1953
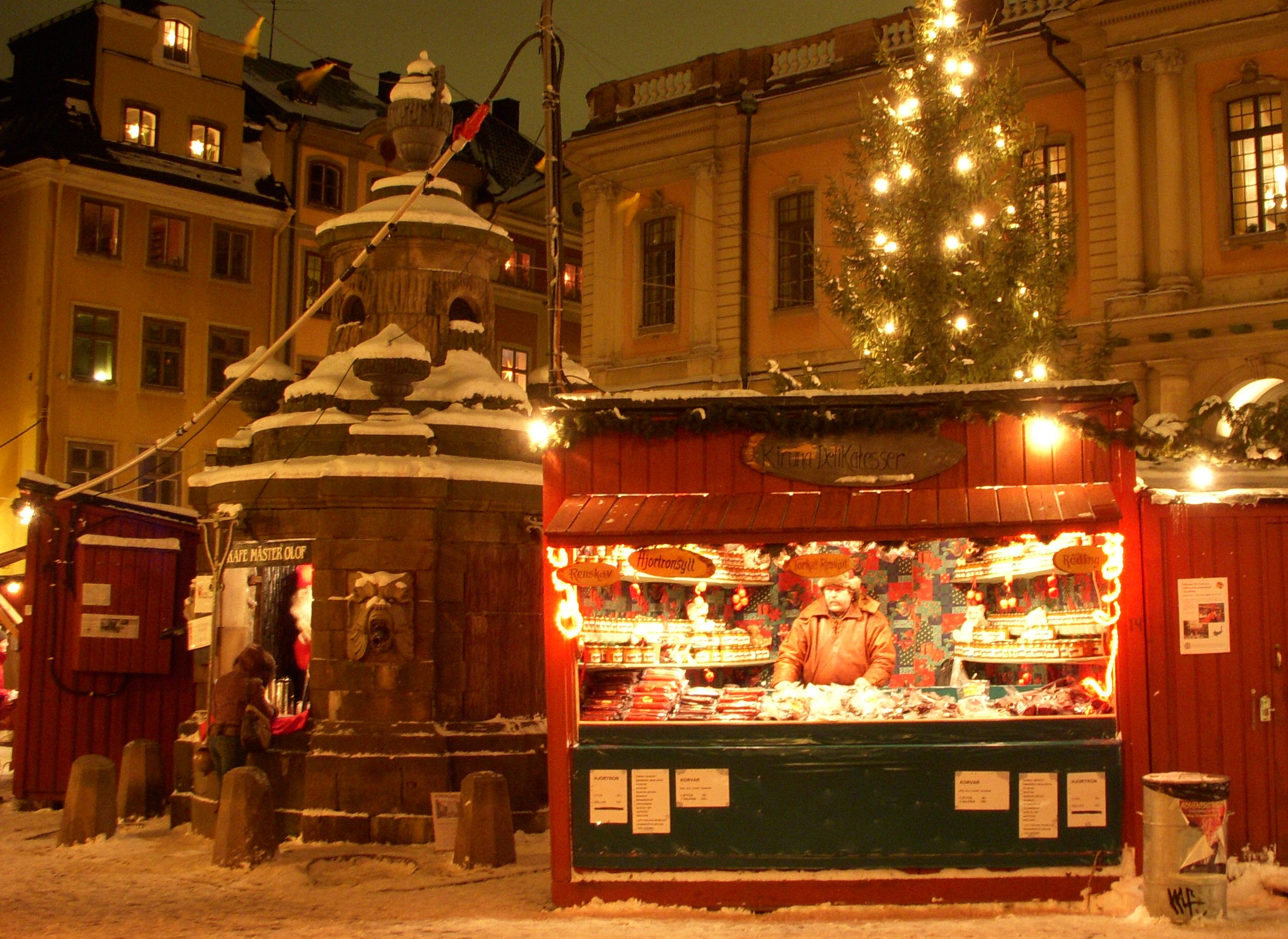
Stortorgets julmarknad 2009